# Ordre du Phénix (Grèce)
Pour les articles homonymes, voir Ordre du Phénix.
L'ordre du Phénix (grec moderne : Τάγμα του Φοίνικος) est une décoration honorifique grecque, instaurée en 1926 sous la Seconde République hellénique.

## Historique
L’ordre est instauré en 1926 pour distinguer les citoyens grecs ou étrangers, en remplacement de l'ordre de Georges Ier. De 1927 à 1935, la Constitution grecque interdit de décerner des décorations aux citoyens grecs, mais l’ordre continue à être décerné à des personnalités étrangères.
Il est destiné à récompenser les citoyens grecs et les étrangers ayant contribué au rayonnement de la Grèce dans les domaines de l’administration publique, de la diplomatie, des sciences, de l’industrie, du commerce, des arts et des lettres.

## Grades
- Grand-croix (Μεγαλόσταυρος) - porte l’insigne sur une écharpe passant sur l’épaule droite, et l’étoile de l’ordre à gauche sur la poitrine
- Grand commandeur (Ανώτερος Ταξιάρχης) - porte l’insigne sur un collier, et l’étoile de l’ordre à gauche sur la poitrine
- Commandeur (Ταξιάρχης) - porte l’insigne sur un collier
- Croix d'or (Χρυσός σταυρός) - porte l’insigne sur un ruban à gauche sur la poitrine
- Croix d'argent (Αργυρός σταυρός) - porte l’insigne sur un ruban à gauche sur la poitrine

## Insigne
La médaille de l’ordre est une croix émaillée blanche, sur une base d’argent pour le grade de Croix d’argent, d’or pour les grades supérieurs. Au centre, le phénix symbolise la renaissance de la nation grecque. Sur le bras supérieur de la croix se trouve une étoile à cinq pointes. 
La première version de l’insigne (de 1926 à 1935) portait sur les bras de la croix les lettres E-T-T-A en onciale byzantine, les initiales de la devise Εκ της τέφρας μου αναγεννώμαι (en français : « De mes cendres je renais »). Sous la monarchie, les lettres disparaissent, et l’insigne est légèrement modifié pour être surmonté d’une couronne, tandis que son revers porte le monogramme du souverain régnant. Depuis 1975, l’insigne a été changé à nouveau : la couronne a été enlevée, et le revers porte les armoiries de la Grèce, ainsi que les mots ΕΛΛΗΝΙΚΗ ΔΗΜΟΚΡΑΤΙΑ (en français : « République hellénique »).
L’étoile de l’ordre est à huit pointes droites, en argent ; elle était aussi surmontée d’une couronne pendant la monarchie.
Le ruban de l’ordre est orange à bordure noire.
Deux sabres croisés sous l’insigne indiquent que la distinction a été accordée à titre militaire.

## Récipiendaires célèbres
- 1934 - Spéranza Calo-Séailles (1885-1949) cantatrice, artiste peintre, inventeur
- 1938 - Charles Spierer (1883-1952), industriel genevois (Suisse) né à Izmir, philanthrope, qui a protégé et sauvé de très nombreux Grecs durant la guerre de Balkans autour de 1916 et la guerre gréco-turque en 1922 (commandeur).
- 1988 - Bertrand Bouvier (1929) néohelléniste et professeur universitaire suisse (commandeur)
- 1991 - Pierre Ducrey (1938), archéologue, universitaire suisse et ancien recteur de l'université de Lausanne (commandeur)
- 2007 - Patrick Leigh Fermor (1915-2011), écrivain voyageur (commandeur)
- 2016 - Pierre Moscovici, commissaire européen (grand-croix)
- 2016 - Harlem Désir, secrétaire d'État aux Affaires européennes (grand-croix)
- ? - André Hurst (1940), helléniste et universitaire suisse et ancien recteur de l'université de Genève (croix d'or)
- ? - Pierre Vidal-Naquet (1930-2006), historien français (commandeur).
- ? - Mario Meunier (1880-1960), helléniste français (commandeur)
- ? - Yánnis Tseklénis (1937-2020), styliste grec (croix d’argent)
- ? - María Chors (1921-2015), chorégraphe grecque